# Sanwar
Sanwar fou un estat tributari protegit, una thikana feudatària de Mewar, considerada de segona classe, i casa sènior (Patwi thikana) de la de les thikanes de tercera classe de Kankarwa, Pahuna, Jaiwana, Turkiya i altres totes les quals corresponen als descendents de Maharaj Viram Deo, germà petit de Maharaj Sagat (Shakta) Singh, cap del clan Shaktawat i germanastre de Maharana Pratap Singh de Mewar. Foren coneguts com els Veeramdeot Ranawats, i portaven el títol de Baba (Maharajà).
El fill petit de Baba Sangram Singh de Kherabad, Kunwar Shambhu Singh, va rebre la thikana de Sanwar. El clan Veeramdeot tenia el dret hereditari de ser kiladars (castellans) de Kumbhalgarh. Shambhu Singh va participar en la guerra contra el maratha Malhar I Rao Holkar (1734-1766), quan va atacar Jaipur. Quan Ajit Singh de Bundi va assassinar al Maharana Ari Singh II (1761-1773), Shambhu Singh va morir combatent pel seu senyor el 1773. A la batalla d'Harkayal contra els marathes durant el regnat de Maharana Bhim Singh (1778-1828), els nets de Shambhu Singh, de noms Daulat Singh i Kushal Singh, hi van participar i el segon hi va morir.

## Llista de maharajàs
- Shambhu Singh vers 1760-1773
- Jai Singh 1773-? (fill)
- Daulat Singh ?-després de 1820
- Bhai Rao Singh vers 1840
- Girdhari Singh vers 1860
- Laxman Sibgh vers 1880
- Govardhan Singh